# Marinha Grande
Marinha Grande község és település Portugáliában, Leiria kerületben. A település területe 187,25 négyzetkilométer. Miranda do Corvo lakossága 38.681 fő volt a 2011-es adatok alapján. A településen a népsűrűség 206,57 fő/ négyzetkilométer. Marinha Grande városában 30.000 fő él. A község területén található egy 700 éves fenyőültetvény, mely 100 négyzetkilométernyi területen terül el. A község szintén közel esik Nazaré tengerpartjához, a Praia da Vieirához, és a községben található São Pedro de Moel tengerparthoz. A községi ünnep minden évben áldozócsütörtök napjára esik.

## Története
A Pinhal de Leiria fenyőerdőt III. Alfonz kezdte el telepíttetni és Dénes portugál király bővítette, hogy megállítsák a homok terjedését, ami erre a vidékre jellemző talaj és kőzetfajta. A fák egyúttal a hajózás alapanyagául is szolgáltak.
A 18. század közepén nyitotta meg kapuit a helyi üveggyár. A Királyi Üveggyárat (Real Fabrica de Vidros) később egy angol üzletember (William Stephens) vásárolta meg és továbbfejlesztette. A fenyőerdő fáit a gyár kohóinak fűtésére használták ekkoriban. William Stephens korábbi lakhelye ma a város múzeuma (Museu do Vidro da Marinha Grande), ahol a 17. és 20. század idején készült üvegtermékeket lehet megtekinteni. 1826-ban a gyár állami kézbe került.

## Gazdasága
Marinha Grande városában található az ország legnagyobb üveggyára és egyben itt található Európa egyik legnagyobb öntvényeket gyártó ipari területe is, ahol mintegy 250 cég foglalkozik ezzel a gyártási technológiával. A város egyik beceneve többek közt emiatt lett Kristály város.
A városba főútvonalon és vasúton is el lehet jutni. Közúton 1 óra 15 percnyire fekszik a fővárostól, Lisszabontól, 10 percnyire Leiriától és mindössze 45 percnyire Coimbrától.

## Demográfia
| Marinha Grande népességváltozásai (1920 – 2011) | Marinha Grande népességváltozásai (1920 – 2011) | Marinha Grande népességváltozásai (1920 – 2011) | Marinha Grande népességváltozásai (1920 – 2011) | Marinha Grande népességváltozásai (1920 – 2011) | Marinha Grande népességváltozásai (1920 – 2011) | Marinha Grande népességváltozásai (1920 – 2011) | Marinha Grande népességváltozásai (1920 – 2011) |
| ----------------------------------------------- | ----------------------------------------------- | ----------------------------------------------- | ----------------------------------------------- | ----------------------------------------------- | ----------------------------------------------- | ----------------------------------------------- | ----------------------------------------------- |
| 1920                                            | 1930                                            | 1960                                            | 1981                                            | 1991                                            | 2001                                            | 2011                                            |                                                 |
| 10 995                                          | 11 888                                          | 20 483                                          | 31 284                                          | 32 234                                          | 34 153                                          | 38 681                                          |                                                 |

## Idegenforgalom
A község területén fekvő fenyőerdőben számos táborhely és kijelölt turista-úthálózat található. Kerékpárút vezet Marinha Grandéből São Pedro de Moel tengerpartjára. Az üveggyártás rejtelmeibe a múzeumban kaphatunk bepillantást.

## Sportélet
A város futballcsapata az Atlético Clube Marinhense, amelynek az Estádio Municipal da Marinha Grande stadion ad otthont. Hugo Gaspar, portugál röplabdajátékos Vieira de Leiriában született 1982-ben.

## Települései

Marinha Grande településeinek térképe

A község a következő településeket foglalja magába, melyek:
- Marinha Grande
- Moita
- Vieira de Leiria

## Fordítás
Ez a szócikk részben vagy egészben  a   Marinha Grande című angol Wikipédia-szócikk ezen változatának fordításán alapul.  Az eredeti cikk szerkesztőit annak laptörténete sorolja fel. Ez a jelzés csupán a megfogalmazás eredetét és a szerzői jogokat jelzi, nem szolgál a cikkben szereplő információk forrásmegjelöléseként.